# Sekou Wiggs
Sekou "Suki" Wiggs (Seattle, Washington, 8 de octubre de 1994) es un baloncestista estadounidense que pertenece a la plantilla del Kleb Basket Ferrara de la Serie A2 italiana. Con 1,93 metros de estatura, juega en la posición de escolta.

## Trayectoria deportiva

### Universidad
Jugó dos temporadas con los Vandals de la Universidad de Idaho, en las que promedió 10,7 puntos, 3,8 rebotes y 2,0 asistencias por partido. En 2015 pasó a formar parte de los Seawolves de la Universidad de Alaska Anchorage, de la División II de la NCAA, donde disputó dos temporadas más, en las que promedió 24,2 puntos y 6,5 rebotes por encuentro. En 2016 fue elegido debutante del año e incluido en el mejor quinteto de la Great Northwest Athletic Conference.

### Profesional
Tras no ser elegido en el Draft de la NBA de 2017, en el mes de agosto firmó su primer contrato profesional con el BC Tsmoki-Minsk de la Premier League de Bielorrusia, pero solo disputó nueve partidos, promediando 4,3 puntos y 1,4 rebotes, siendo despedido en octubre.
En enero de 2018, de vuelta en su país, fue contratado por los Westchester Knicks de la G League, con los que acabó la temporada promediando 7,5 puntos y 3,4 rebotes por partido, que le valieron para renovar una temporada más, en la que, saliendo desde el banquillo, promedió 7,6 puntos y 3,5 rebotes.
La temporada siguiente regresó a Europa para fichar por una temporada con el Kleb Basket Ferrara de la Serie A2 italiana, en la que promedió 18,2 puntos y 4,0 rebotes por partido.